# Edgardo Longoni
Edgardo Longoni (Milano, 1880 – 1965) è stato un giornalista e dirigente sportivo italiano.

## Biografia
In gioventù praticò ginnastica, ciclismo e podismo. Dopo la laurea in legge cominciò una brillante carriera nel giornalismo. Seguì per «La Bicicletta-Corriere dello Sport» il primo Giro automobilistico d'Italia (dal 27 aprile al 13 maggio 1901), a bordo della vettura di Carlo Biscaretti di Ruffia.
Fu notato da Camillo Costamagna, che lo assunse alla «Gazzetta dello Sport»; in un anno Longoni divenne capo redattore (1902). Dopo che la «Gazzetta» si separò dall'editore Sonzogno, Longoni preferì seguire quest'ultimo. Fu responsabile delle pagine sportive del quotidiano milanese «Il Secolo», fiore all'occhiello di Sonzogno. Nel 1905 Edoardo Sonzogno lo nominò direttore di un nuovo giornale, «Gli Sports», il primo quotidiano sportivo nato in Italia. La redazione trovò spazio in via Pasquirolo 14, vecchia sede della «Gazzetta». Il primo numero uscì il 1º ottobre 1905. Nell'articolo di fondo Longoni scrisse:
Il giornale proseguì le uscite anche l'anno successivo per tutta la durata dell'Esposizione internazionale del Sempione. Poi l'editore, Sonzogno, abbandonò il progetto. L'ultimo numero uscì il 9 luglio 1906.
Nel 1907, conclusa prematuramente l'esperienza de «Gli Sports», Longoni fu incaricato di seguire per «Il Secolo» il Raid Pechino-Parigi. Il quotidiano rivale, il «Corriere della Sera», aveva iscritto Luigi Barzini. Barzini salì a bordo dell'Itala di Scipione Borghese, mentre Longoni fu ospite di una delle due De Dion-Bouton guidate da piloti francesi.
Nel 1913 «Gazzetta dello Sport» e «Secolo» passarono entrambi a un nuovo editore, il gruppo Pontremoli-Della Torre. Longoni assunse la direzione della «Gazzetta dello Sport» (1913-1914). L'anno precedente aveva accettato la direzione della Federazione Italiana Sports Atletici (oggi FIDAL). Ricoprì la carica per un decennio.
Scoppiata la prima guerra mondiale fu richiamato alle armi. Partito per il fronte con il grado di tenente, contrasse una malattia per i disagi della guerra in trincea e ritornò in convalescenza a Milano.
Nel 1917 divenne editore in società con il bresciano Gian Luca Zanetti. Acquisirono «La Sera», quotidiano milanese del pomeriggio. Dopo la fine del conflitto Longoni tornò all'attività giornalistica rientrando alla «Gazzetta dello Sport»; dal 1919 al 1921 fu vicepresidente del Comitato olimpico nazionale italiano (CONI). Fu anche consigliere provinciale di Milano. 
Il 29 settembre 1923 fu tra i fondatori della «Società tipografica italiana grandi edizioni», che rilevò la quota della «Sera» in mano a Zanetti e divenne proprietaria unica del quotidiano. Nel 1924 Longoni divenne direttore del giornale. Dopo il delitto Matteotti (10 giugno 1924) lasciò il giornalismo e si ritirò da tutte le cariche pubbliche (era segretario lombardo del Partito Radicale).
Dopo la seconda guerra mondiale partecipò alla fondazione dell'ANSA: il quotidiano di cui era condirettore, «Ricostruzione» (organo del Partito Democratico del Lavoro di Ivanoe Bonomi), fu uno dei soci fondatori. Nella riunione dell'ottobre 1945, in cui furono fatte le prime nomine, fu scelto come direttore generale. Rimase in carica fino al 1947.
Morì nel 1965.

## Opere
- La Navigazione Aerea, in due volumi: 1. Aerostati e Dirigibili; 2. Aeroplani e macchine volanti, Società Editrice Sonzogno, Milano, 1909 (versione digitalizzata)